# Veniliornis cassini
Veniliornis cassini е вид птица от семейство Picidae. Видът е незастрашен от изчезване.

## Разпространение
Разпространен е в Бразилия, Колумбия, Френска Гвиана, Гвиана, Суринам и Венецуела.